# Trachypus serrulatus
Trachypus serrulatus là một loài rêu trong họ Trachypodaceae. Loài này được (P. Beauv.) Besch. mô tả khoa học đầu tiên năm 1880.